# Roi Mata
Roi Mata (alternativt Roimata, Roymata eller Roy Mata) var en mäktig melanesisk hövding som levde på 1600-talet. Hans genomarbetade grav innehåller kropparna efter honom samt 12 män och 12 kvinnor som enligt seden begravdes levande tillsammans med honom. Graven upptäcktes 1967 av den franske arkeologen Jose Garranger som lyckades lokalisera graven på den lilla ön Eretoka i nuvarande Vanuatu, väster om den större ön Efate, genom att analysera lokala folksägner. Enligt legenden var Roi Matas första mål, efter att ha erövrat landet, att ena stammarna. Hans styre sägs ha varit fredligt. Roi Mata giftmördades av sin bror. Hans kropp begravdes inte på hemön på grund av att lokalbefolkningen fruktade hans ande.
2008 blev tre platser associerade med Roi Mata ett världsarv.